# Fort Washington (Maryland)
Fort Washington statisztikai település az USA Maryland államában, Prince George megyében. Lakosainak száma 24 261 fő (2020. április 1.).

## Népesség
A település népességének változása:
| Lakosok száma | 23 717 | 24 183 | 24 261 |
|               | 2010   | 2018   | 2020   |